# 11002 Richardlis
11002 Richardlis è un asteroide della fascia principale. Scoperto nel 1979, presenta un'orbita caratterizzata da un semiasse maggiore pari a 3,0162018 UA e da un'eccentricità di 0,0637623, inclinata di 11,53397° rispetto all'eclittica.